# Szenátus (Belgium)
A belga Szenátus (hollandul: De Belgische Senaat, [səˈnaːt]; franciául: Le Sénat de Belgique, [seˈna]; németül: Der belgische Senat) a belga kétkamarás szövetségi parlament közül a felsőház (az alsóház a Képviselőház). 1831-ben a Képviselőházzal gyakorlatilag teljesen egyenrangú intézményként jött létre, de azóta a közelmúltban számos reformon ment keresztül, legutóbb 1993-ban és 2014-ben. Napjainkban az intézmény igen kevés jogkörrel rendelkezik, tagjait indirekt módon választják. A 2014-es reform óta tízszer üléseznek évente.

## Fordítás
Ez a szócikk részben vagy egészben  a   Senate (Belgium) című angol Wikipédia-szócikk ezen változatának fordításán alapul.  Az eredeti cikk szerkesztőit annak laptörténete sorolja fel. Ez a jelzés csupán a megfogalmazás eredetét és a szerzői jogokat jelzi, nem szolgál a cikkben szereplő információk forrásmegjelöléseként.